# Kingspan Unidek
Kingspan Unidek BV is een van de grootste industriële bedrijven die in het Nederlandse dorp Gemert gevestigd zijn. Het bedrijf, dat isolatieplaten voor onder andere daken vervaardigt, is gevestigd op bedrijventerrein Wolfsveld, dat zich ten noordoosten van Gemert bevindt. 

## Geschiedenis
Het bedrijf werd opgericht in 1969 door Hendrik van Dijk. Deze begon als handelaar in hout en bouwmaterialen onder de naam 'Gebroeders van Dijk'. In 1972 ging het bedrijf ook geëxpandeerd polystyreen (EPS, piepschuim, Tempex) vervaardigen en verwerken. In 1977 werd het eerste zelfdragend isolatiesysteem voor hellende daken ontwikkeld waarvan EPS het basismateriaal was. Vervolgens werd een groot aantal verschillende producten voor onder andere hellende daken vervaardigd. De naam werd toen veranderd naar Unidek B.V..
Later werd Unidek overgenomen door CRH, een in Dublin gevestigd bouwconglomeraat, waar een groot aantal zelfstandig werkende bedrijven deel van uitmaken. Unidek viel onder de divisie CRH Insulation die in 2011 werd overgenomen door Kingspan Group PLC, ook een Iers beursgenoteerd bedrijf. Sindsdien heet de onderneming: Kingspan Unidek.